# Vojenský hřbitov (Milovice)
Vojenský hřbitov v Milovicích na Nymbursku se nachází na jihu místní části Mladá v ulici Italská. Má rozlohu přibližně 7500 m².

## Historie
Během první světové války bylo v zajateckém táboře v Milovicích internováno téměř 20 000 mužů. Mnozí z nich zemřeli na následky tyfové epidemie a hladu. Původně byli zemřelí pohřbíváni jednotlivě na milovickém obecním hřbitově, který brzy přestal dostačovat. Na novém hřbitově založeném pro potřeby tábora byli již zemřelí vojáci pohřbíváni do hromadných šachet.
Hřbitov byl mnohonárodnostní  a multináboženský. Pohřbeni jsou zde zajatí Italové, Rusové, Srbové, Rakušané, Češi a vojáci dalších národností, vojáci vyznání římsko-katolického, pravoslavného, židovského i muslimského. Pohřbeno je zde přes 6 000 vojáků, údajně je více než 5 000 osob italské národnosti (odtud označení italský hřbitov). Z dalších národností je zde 323 rakousko-uherských občanů, z toho 224 Čechů, 49 Maďarů, 40 Poláků, 6 Rumunů, 4 Rakušani a 2 české ošetřovatelky. Mezi první a druhou světovou válkou zde bylo pohřbeno 49 československých vojáků, v průběhu druhé světové války pak 61 německých a 12 ruských vojáků. Uložené ostatky příslušníků Wehrmachtu byly později exhumovány a převezeny na německý hřbitov v Mariánských Lázních.
V budově při hřbitovu je malé muzeum, které provozuje italská ambasáda. Každý rok v listopadu se zde konají vzpomínkové slavnosti.
Prostor vojenského hřbitova má status území Italské republiky, stejně jako italské velvyslanectví a budova italského kulturního institutu.